# Enceinte de Châteauneuf
Vous lisez un « bon article » labellisé en 2020.  Il fait partie d'un « bon thème ».
L'enceinte de Châteauneuf est une muraille entourant la ville de Châteauneuf de Saint-Martin (une partie de l'actuelle ville de Tours, dans le département français d'Indre-et-Loire en région Centre-Val de Loire). Elle est aussi dénommée « enceinte de la Martinopole ».
Elle est construite dans le double but d'assurer la protection physique de la basilique Saint-Martin et d'affirmer l'existence politique de la ville qui s'est peu à peu développée autour du sanctuaire et se pose en concurrente de la vieille cité gallo-romaine. Entourée d'un fossé défensif, percée de portes et jalonnée de tours, elle est sans doute érigée au début du Xe siècle. Devenue inutile après la construction d'une nouvelle enceinte englobant le périmètre qu'elle défendait, elle est progressivement détruite ou démontée pour que ses matériaux soient réutilisés. Ses derniers vestiges importants sont détruits au moment de la Seconde Guerre mondiale et de la reconstruction du quartier qui s'ensuit. Deux tours, remaniées, sont encore visibles en élévation, à l'est et au sud-ouest mais d'autres vestiges subsistent en sous-sol.
La ville protégée par cette enceinte abrite deux communautés bien distinctes. Au sud, les chanoines de la collégiale Saint-Martin vivent dans le quartier canonial tandis que la partie nord est réservée aux laïcs. Aucune clôture ne semble toutefois matérialiser la séparation entre les territoires de ces deux communautés qui cohabitent de part et d'autre d'une rue.
L'enceinte de Châteauneuf est inscrite à l'inventaire national des monuments historiques depuis 1940, 1941 ou 1950 selon les portions considérées.

## Contexte historique et politique

### Une ville en voie de bipolarisation
En tant qu'entité unique, telle qu'elle se présente au XIVe siècle et a fortiori au XXIe siècle, la ville de Tours n'existe pas au début du Xe siècle.

OpenStreetMap Tours au Xe siècle.

Deux noyaux urbains bien distincts coexistent, éloignés de plus d'un kilomètre, possédant leurs propres caractéristiques.
À l'est, la « Cité » de Tours, lointaine héritière de la ville antique de Caesarodunum, regroupe, à l'intérieur des murailles de son castrum du IVe siècle, les autorités comtale (administrative) et épiscopale (religieuse), mais elle n'est pas porteuse d'un fort dynamisme économique.
À l'ouest, une ville de pèlerinage s'édifie autour du tombeau de saint Martin. Son expansion territoriale et son essor commercial se font au fur et à mesure que le nombre de pèlerins augmente et que les donations foncières se multiplient ; la protection royale accordée au sanctuaire est un gage de renom. À partir de la basilique du Ve siècle, construite sur le tombeau du saint et érigée en collégiale peu après le cinquième concile d'Aix-la-Chapelle en 817, elle s'étend vers le nord avec constitution d'un suburbium (faubourg) et un probable embarcadère sur la rive gauche de la Loire ; elle ne dispose pas encore d'enceinte défensive.
Entre les deux, l'urbanisation est beaucoup moins dense, le seul élément important étant le monastère Saint-Julien, délaissé, mais que l'archevêque Téotolon va refonder.

### Un ouvrage défensif mais surtout symbolique

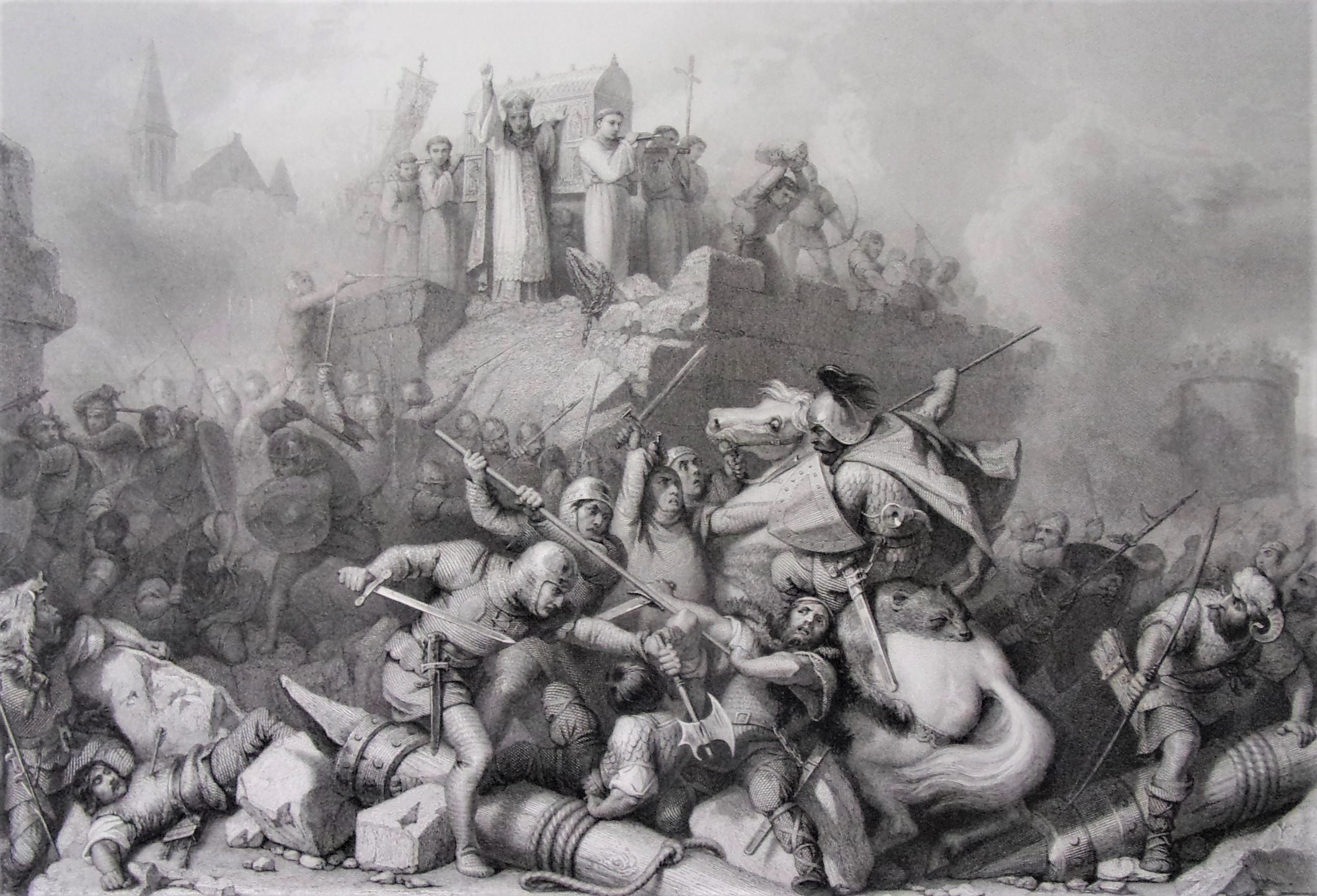
Les Normands mis en fuite sous les murs de la Cité de Tours en 903 par la présentation de la châsse de saint Martin.

La notoriété et la richesse du bourg de Saint-Martin, tant des commerçants que du chapitre de la collégiale Saint-Martin de Tours, suscitent bien des convoitises. Les raids normands se succèdent entre le 8 novembre 853 et le 30 juin 903. Ils se traduisent par des pillages et des incendies, contraignant l'évacuation, à plusieurs reprises, des reliques de saint Martin vers des lieux plus sûrs (abbaye Saint-Paul de Cormery, collégiale de Léré, villa martinienne à Chablis puis Cité de Tours),, même si l'impact réel de ces incursions est manifestement exagéré dans les chroniques de l'époque,. Cette insécurité chronique conduit les chanoines de Saint-Martin, les marchands et les bourgeois du bourg à unir leurs efforts financiers pour ériger une enceinte défensive centrée sur la basilique de Saint-Martin. Cet argument sécuritaire n'est à l'évidence pas le seul à avoir conduit à l'édification d'une enceinte, mais il est clairement mis en avant par les constructeurs, à l'évidence pour masquer une autre raison, d'ordre politico-religieux.
La construction s'inscrit en effet dans le cadre d'une lutte d'influence qui oppose les différentes autorités locales : il s'agit d'affirmer l'identité de la nouvelle ville martinienne face à l'ancienne cité, les relations entre le chapitre de la basilique et le comte, mais surtout l'évêque, étant souvent difficiles,,. Cet antagonisme devient de plus en plus marqué à partir de la fin de Xe siècle,. Le parti pris d'une enceinte à l'architecture comparable à celle du castrum antique, encore très visible au Xe siècle, montre aussi que Châteauneuf veut se poser en égal de la cité. Cette édification matérialise définitivement la bipolarisation de la ville à la fin du haut Moyen Âge et elle est d'autant plus importante que l'influence épiscopale se manifeste à l'est comme à l'ouest de Châteauneuf, qui se trouve de la sorte « prise en étau » entre les possessions et les zones d'influence de sa rivale. En outre, en rassemblant dans un même périmètre espace religieux et espace laïc, l'enceinte affirme le caractère mixte et durable de l'agglomération.

## Une construction à la chronologie incertaine

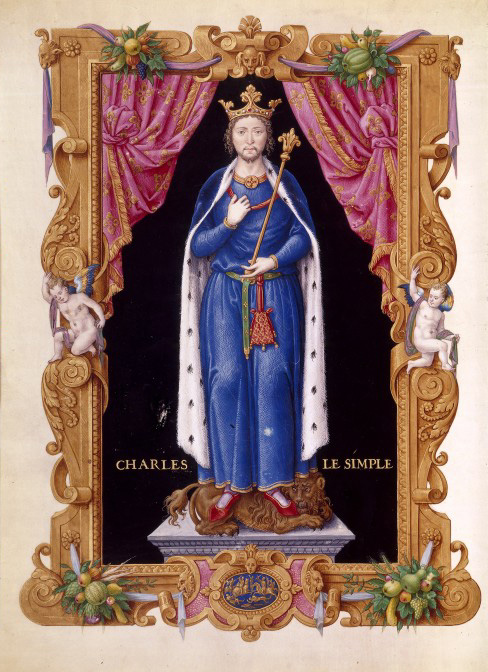
Charles le Simple (Recueil des rois de France de Jean du Tillet (BNF), v. 1550).

Jusqu'au milieu des années 2000, la plupart des historiens pensent, comme Charles Lelong en 1970, que la fortification de Châteauneuf a connu deux états. Au début du Xe siècle, une première enceinte est composée d'une palissade en bois et d'une fossé extérieur. Elle est remplacée, à la fin du Xe siècle ou au début du XIe siècle, par une fortification maçonnée qui reprend sensiblement le même tracé. Ce sentiment est renforcé  par l'appellation castrum nuovum sancti Martini, où l'adjectif nuovum semble indiquer qu'une « nouvelle » enceinte en a remplacé une plus ancienne.
Depuis 2007, le réexamen des sources écrites et la réinterprétation des résultats des observations de terrain tendent à remettre en cause cette chronologie. La première enceinte en matériaux périssables, dont aucune trace n'a pu être observée, pourrait n'avoir jamais existé et la fortification unique de Châteauneuf aurait été édifiée entre 903 et 918, directement « en dur », après que Charles III le Simple a autorisé sa construction dans une charte, sur une demande conjointe de Robert (comte de Tours, fils de Robert le Fort, abbé laïc de Saint-Martin de 888 à 902) et des bourgeois.
Le terme de « Châteauneuf » apparaît plutôt comme une mention péjorative employée par les moines de Marmoutier qui tiennent ainsi à souligner l'ancienneté de leur propre établissement martinien par rapport à ce nouveau quartier ; c'est d'ailleurs dans les chartes et documents de Marmoutier que la dénomination castrum nuovum est la plus précocement apparue et la plus répandue. Le terme de castrum ne figure pas dans les documents du chapitre de Saint-Martin, qui font état, dès le Xe siècle, du claustrum ou du castellum Sancti Martini, pour désigner plus précisément l'enclos canonial. Quant au nom de « Martinopole », il n'est mentionné que de manière passagère à la fin du XIe siècle, peut-être sous l'impulsion de Bérenger de Tours, qui souhaite, mais sans succès, voir se constituer un vaste secteur où dominerait l'influence spirituelle de saint Martin.

### Dispositions générales et tracé

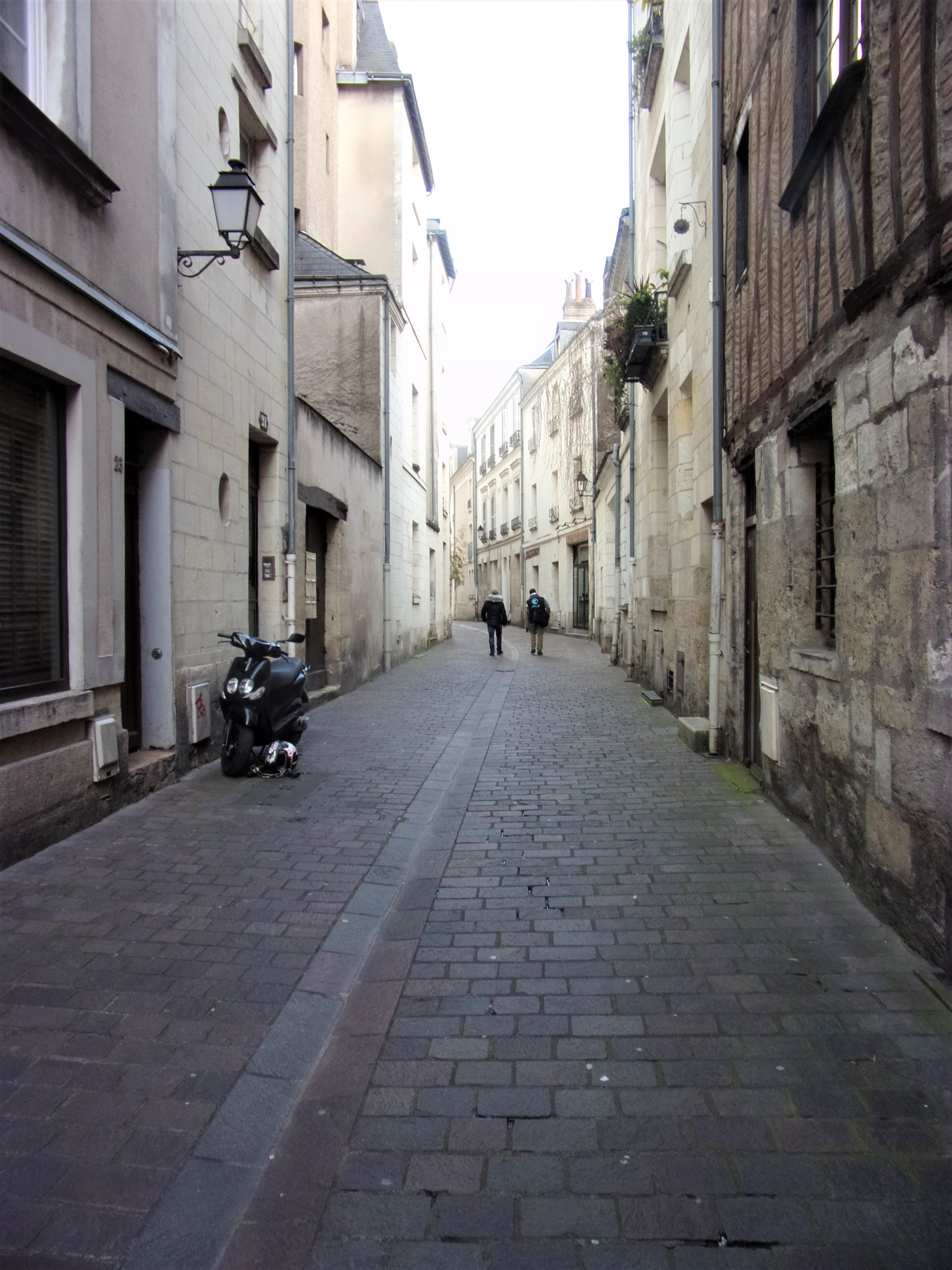
Rue du Petit Soleil.

OpenStreetMap Tracé de l'enceinte.

Le tracé de cette enceinte est approximativement circonscrit à l'intérieur de l’îlot constitué par la rue Néricault-Destouches au sud, la place Gaston-Paillhou et la place du Grand-Marché à l'ouest, la rue de la Rôtisserie et la rue du Petit-Soleil au nord, la rue du Président-Merville et la rue de Jérusalem à l'est. Ces rues existaient déjà au Moyen Âge. D'abord interprétées comme des chemins de desserte qui longeaient extérieurement le fossé, elles semblent plutôt occuper son emplacement. Le tracé de l'enceinte paraît être largement déterminé par une organisation spatiale (voies, parcellaire) antérieure, mais il est impossible de l'affirmer. L'aménagement de la voie nord-sud, déjà présente dès le VIIe ou le VIIIe siècle entre l'enceinte et la Loire, est peut-être dû à Téotolon au début du Xe siècle pour faciliter les liaisons entre l'enceinte et le fleuve : elle  se divise alors en plusieurs « rameaux » à sa sortie de l'enceinte vers le nord.
En 1888, Casimir Chevalier indique qu'un rempart intérieur, inscrit dans l'enceinte et resserré autour de la basilique, a pour fonction de procurer une protection supplémentaire au sanctuaire martinien. Cette affirmation, qui semble reposer sur l'interprétation erronée de vestiges archéologiques, paraît devoir être définitivement écartée, aucune chronique de l'époque ne mentionnant cette fortification et les textes relatant l'assaut donné par Jean sans Peur à Châteauneuf en 1417 montrant qu'elle n'existe pas.
La partie orientale est assez bien connue en raison des recherches plus nombreuses faites dans ce secteur après les sinistres de la seconde Guerre mondiale. Le tracé de sa face nord peut être retrouvé d'après les limites parcellaires du cadastre napoléonien. Le flanc ouest a déjà pratiquement disparu au XVIIIe siècle et le parcellaire, remanié avant l'établissement du cadastre napoléonien, ne permet pas une identification aisée. Le sud de la muraille, assez longtemps conservé et entretenu, n'est plus présent que par quelques éléments attestés sur des plans ou préservés, mais ces vestiges permettent de le restituer sur toute sa longueur.

### Architecture de l'enceinte

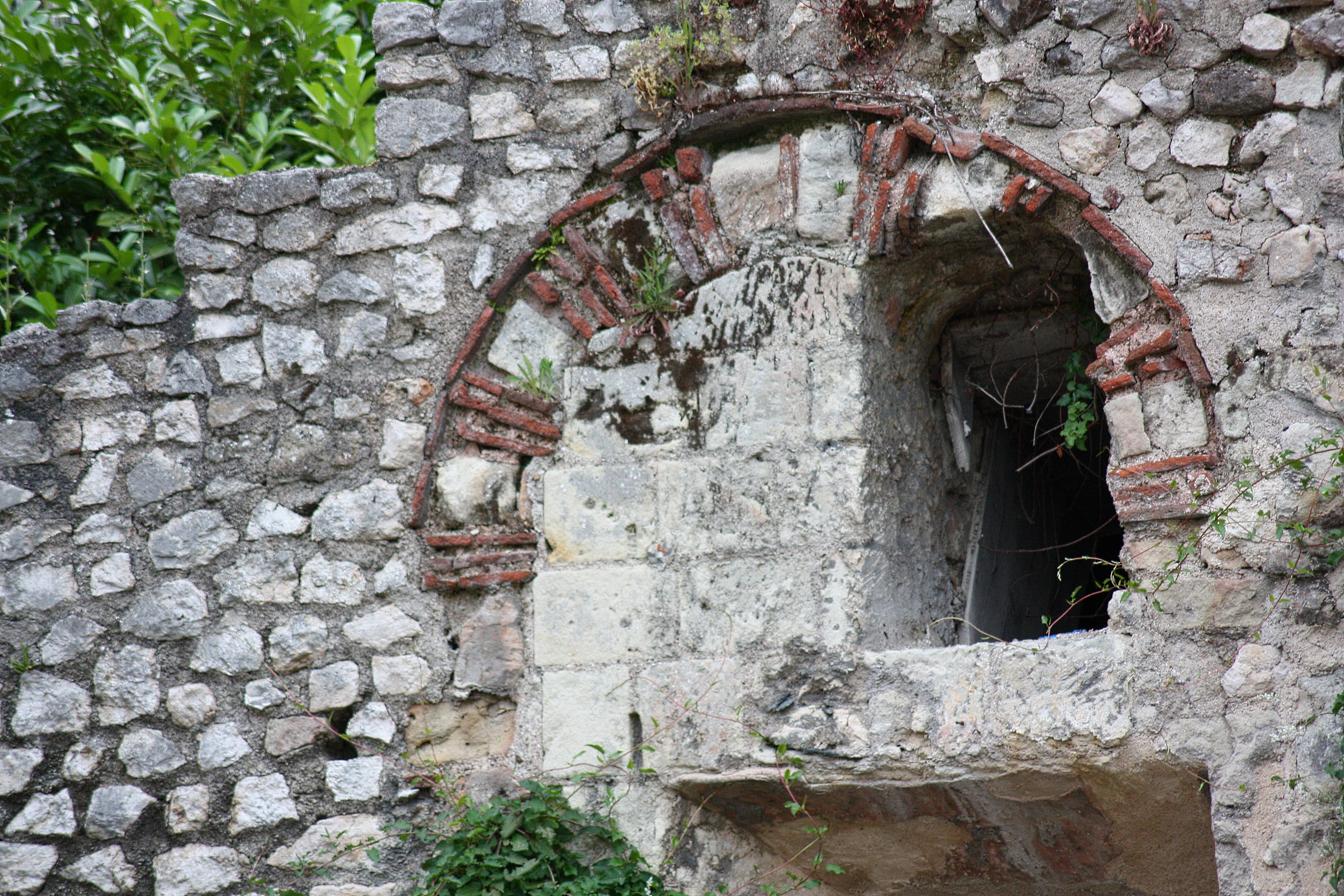
Détail de l'arc d'une baie de la tour de la rue Baleschoux (Xe siècle).

L'architecture générale de cette enceinte, avec courtine et tours, suggère que les constructeurs ont pris modèle sur l'enceinte gallo-romaine de Tours (IVe siècle), avec des tours régulièrement espacées tout au long d'une courtine haute et épaisse, et l’inclusion de briques ou de terres cuites dans certains éléments architecturaux comme les cintres de plusieurs ouvertures.

#### Courtine
Sa construction fait appel à des murs parementés de petit appareil assez irrégulier, où le silex domine lié avec un mortier rose, le tout enduit d'un autre type de  mortier rose ou rougeâtre. Cet enduit qualifié d'alvéolé, qui laisse par endroits apparaître la pointe blanche des moellons, témoigne peut-être d'une certaine recherche esthétique. Les parements enserrent un noyau en blocage, la largeur totale du mur avoisinant 2,5  à   3 m et sa hauteur pouvant atteindre 10  à   11 m au-dessus du niveau du sol médiéval. Ses fondations, difficilement accessibles, semblent constituées de blocs de grand appareil. Une fouille effectuée en 1889 montre que le niveau du sol est rehaussé d'environ 6 m entre le Xe et la fin du XIXe siècle. La question d'un chemin de ronde couronnant l'enceinte semble n'avoir jamais été posée, mais Henry Auvray, en 1941, évoque « un escalier en pierre [qui] est presque certainement celui qui donnait accès aux murailles ».

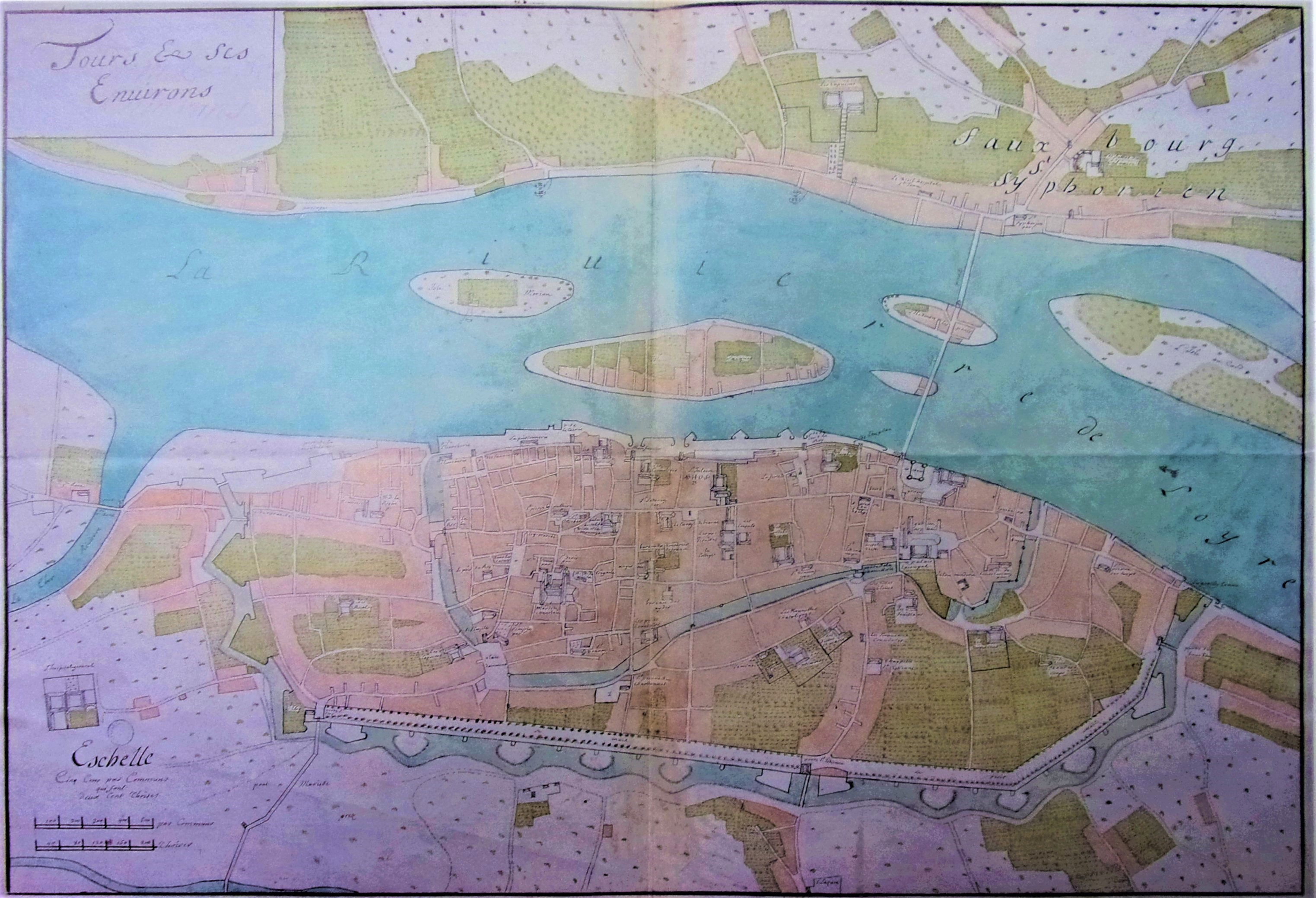
Plan de Tours vers 1670.

Très tôt, peut-être dès le milieu du XIe siècle, la partie nord de la courtine commence à être délaissée, seule la partie sud correspondant à l'enclos canonial continuant à être entretenue. Certaines parties de la muraille servent, dès le XIIe siècle, d'assise à des habitations construites contre la face extérieure de la courtine, à l'initiative des laïcs surtout, mais aussi des religieux. Dès cette époque, l'enceinte perd de son intérêt défensif. Elle est en partie démontée pour servir de carrière de pierres lors de la construction de la muraille du XIVe siècle, dite clouaison de Jean le Bon ; l'enceinte de Châteauneuf devient dès lors inutile car inscrite dans le périmètre de la nouvelle muraille. Les parties de la courtine subsistant sont, dès lors, abattues si elles gênent, ou bien intégrées à des constructions si elles peuvent servir d'appui.
Sur un plan de Tours établi vers 1670 et attribué à Tonon de Rochefou, le tracé de l'enceinte de Châteauneuf se devine grâce aux rues qui la longeaient intérieurement, mais la courtine elle-même n'est plus représentée.

#### Portes
Quatre portes, ouvertes aux quatre points cardinaux, sont mises en évidence : porte de l'Écrignole ou de l'Escrignolle à l'est, porte de Saint-Venant ou porte du cloître au sud, porte de la Trésorerie ou portail Saint-Martin à l'ouest, et porte Pétrucienne, plus tard appelée porte Saint-Denis, au nord,. Il est possible que la porte sud soit prolongée par une voie importante, identifiée en 1895 à l'occasion de fouilles effectuées au niveau de cette porte et traversant la plaine alluviale en direction du sud-ouest.
Devenues depuis longtemps inutiles parce la ville a grandi autour de l'enceinte, constituant un obstacle à la circulation, ces portes sont abattues les unes après les autres. La date précise de la destruction de la porte de l'Écrignole est connue : 1660. Les derniers vestiges disparaissent entre 1812 et 1838, probablement dans le cadre du réaménagement global du quartier consécutif à la démolition, entre 1797 et 1803, de l'ancienne basilique Saint-Martin.

#### Tours

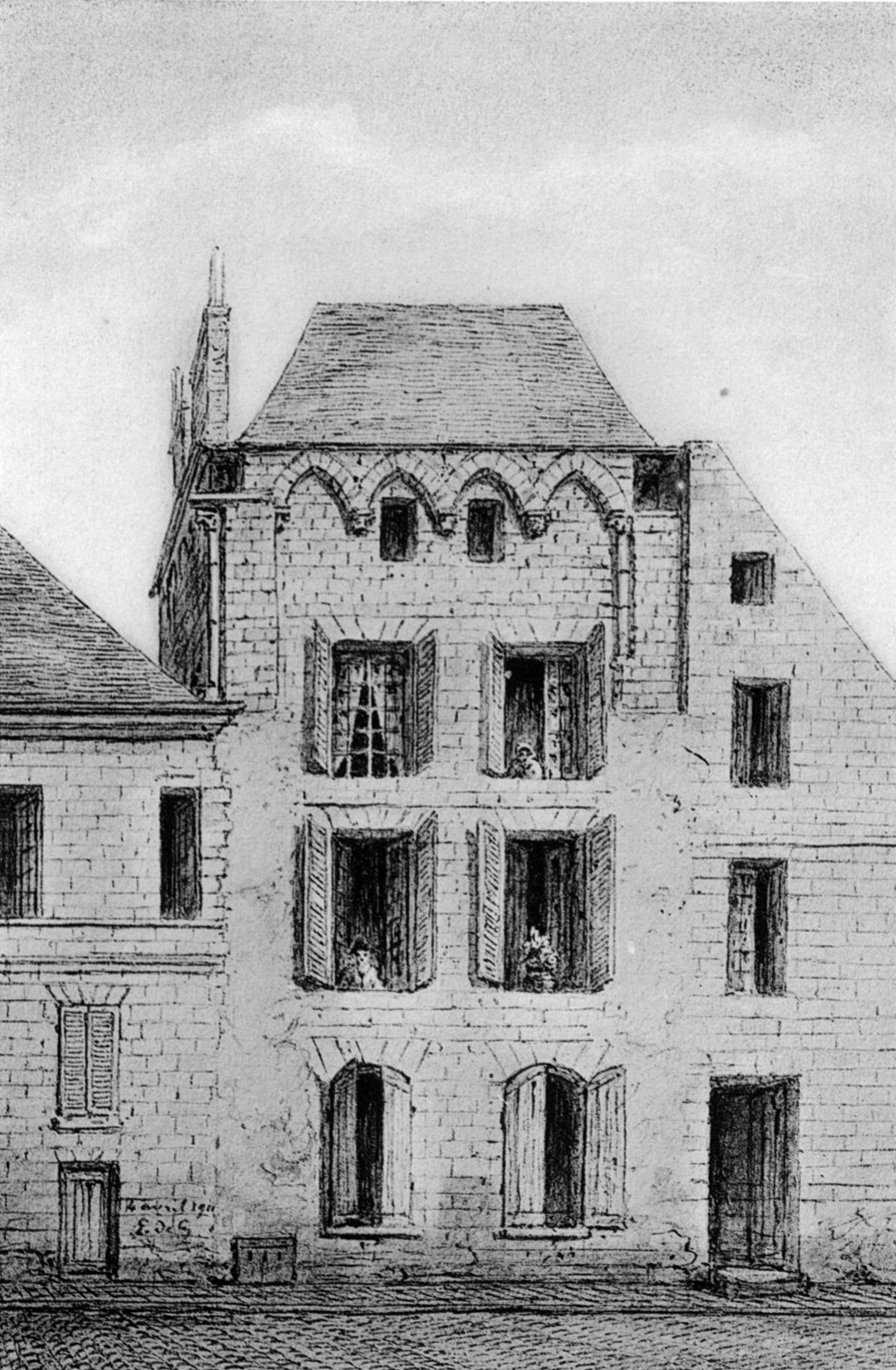
Tour Foubert.

L'enceinte est renforcée de tours espacées d'environ 40 m le long de la courtine : en extrapolant à l'ensemble de son périmètre l'organisation assez bien connue de son flanc oriental, il y aurait quatre tours d'angle, huit tours d'encadrement des portes (deux tours par porte) et neuf tours intermédiaires. Les tours sont cylindriques, d'un diamètre intérieur de 4  à   5 m pour un diamètre extérieur de 7  à   10 m, divisées en étages par des planchers et en partie engagées dans la courtine. Leur étage inférieur semble être aveugle et accessible depuis les étages supérieurs, sans doute par des échelles. Elles sont partiellement reconstruites et reçoivent des voûtes dans un second temps. Les plus anciennes de ces voûtes datent du XIIe siècle, dans le style gothique de l'Ouest de la France, mais l'opération se poursuit jusqu'au XVe siècle. C'est notamment le cas vers 1475, lorsque l'architecte tourangeau Thierry Babillone (ou Babylone) procède à la réfection de plusieurs tours et portions de courtine de la moitié sud de l'enceinte, au niveau de la partie canoniale.
Deux d'entre elles semblent avoir eu une fonction bien particulière. La tour Saint-Barbe ou de Picardie, à l'angle nord-ouest, est devenue l'arsenal de Tours ; ruinée, elle est abattue en 1816. La tour de Babylone, dans la partie sud de la face est, abrite au XVe siècle les prisons de Châteauneuf,. La paroi intérieure de son rez-de-chaussée reçoit un enduit blanc, sur lequel de faux joints de grand appareil sont peints en rouge brique.
La fortification globale de Châteauneuf comprend peut-être, outre l'enceinte, plusieurs ouvrages de défense avancée, de construction plus tardive comme la Tour Foubert (XIIe ou XIIIe siècle) ou la tour dite « des Pucelles » (antérieure au XVe siècle, située au nord de la précédente, mais cette disposition n'a jamais pu être prouvée et ne fait pas l'unanimité parmi les historiens. Ces édifices pourraient être des maisons-tours, courantes dans le quartier mais sans rôle défensif avéré.

#### Fossé
La courtine est ceinturée par un fossé rempli d’eau. Il occupe sensiblement l'emplacement des rues médiévales puis modernes qui, du nord-ouest au sud-ouest en passant par l'est, encadrent l'enceinte,. Ce fossé, observé à l'occasion de fouilles réalisées en 1989 dans l'angle nord-est de l'enceinte, présente un profil en V, avec une largeur de 5 m à son sommet et une profondeur d'environ 3 m. Des rejets de déchets y sont régulièrement opérés par les habitants et il sert manifestement d'égout et de dépotoir. À partir du XIIe siècle, la construction d'habitations, dans l'espace qui le sépare de la courtine, témoigne de sa disparition, condition nécessaire pour accéder à ces demeures. Le comblement a toutefois pu commencer très tôt, dès la fin du Xe ou au début du XIe siècle.

## Un espace de vie partagé

### Religieux au sud, laïcs au nord: une bipartition théorique

OpenStreetMap Organisation de l'espace dans l'enceinte au moment de sa construction.

Occupant un quadrilatère dont la longueur des côtés varie de 210  à   250 m pour une superficie de 4 ha, le Châteauneuf de Saint-Martin peut être divisé en deux espaces bien distincts, de part et d'autre de la basilique et de la voie est-ouest qui le traverse : au nord, le quartier laïc et commerçant, au sud, le quartier canonial. Le périmètre enclos laisse de côté plusieurs monastères situés au sud mais inclut dans la zone remparée tout le secteur commercialement actif qui se trouve au nord de la basilique : le but de l'opération semble bien être de mettre à l'abri toute une zone non encore densément construite mais amenée à se développer. L'organisation spatiale de l'espace enclos n'est pas connue avec précision mais deux voies perpendiculaires se croisent au centre du périmètre défendu — rue des Halles, rues Descartes et du Change —, tandis qu'une rue longe intérieurement la muraille sur toute sa longueur — les rues Baleschoux, du Panier Fleuri, de l'Arbalète, Henri-Royer, Julien-Leroy et Rapin en sont des survivances.
La présence assez précoce de trois églises paroissiales au sein de l'espace laïc, dont au moins deux sont fondées avant la construction de l'enceinte, confirme la bipartition de l'espace. Deux cimetières paroissiaux intra-muros, liés à chacune de ces églises, semblent exister au Moyen Âge,. L'enclos canonial, au sud de la basilique, voit se construire des maisons canoniales dont l'une, édifiée au XIIIe siècle et qui conserve la même fonction jusqu'à la Révolution, subsiste au no 4 rue Rapin — elle est partiellement classée comme monument historique. C'est également dans cet enclos que se situe peut-être une résidence royale ; son existence est certaine, mais sa localisation inconnue,.
La séparation entre espace laïc au nord et religieux au sud s'accompagne en théorie de règles strictes, comme l'interdiction faite aux femmes de pénétrer dans l'enclos canonial. Il s'avère que, cet enclos ne semblant pas être protégé par une clôture physique malgré le nom de castellum ou claustrum que lui donnent les chanoines, cet interdit est souvent transgressé, par exemple en raison de la présence d'un puits, au sud, auquel les femmes vivant dans l'espace laïc viennent régulièrement chercher de l'eau ou bien à cause d'une auberge publique, construite par les chanoines dans leur enclos ; la présence d'hospices dans le secteur religieux contribue à cette situation. Inversement, il est attesté que des maisons canoniales sont construites dans l'espace laïc. Cette perméabilité, moins facilement acceptée par les autorités religieuses que par les chanoines qui semblent très bien s'en accommoder, est manifestement liée au culte de Saint-Martin et au va-et-vient des pèlerins dans Châteauneuf.
Il n'existe aucune état précis du nombre de personnes vivant dans l'enceinte, notamment pour ce qui concerne la population laïque : l'existence de plusieurs églises paroissiales n'est pas une indication en soi car les territoires paroissiaux associés s'étendaient sans doute au-delà de l'enceinte. Les chanoines sont 200 en 848 et 150 en 1180, auxquels s'ajoutent 56 vicaires. Une population totale de 1 500  à   2 500 habitants, chanoines et laïcs, est avancée.

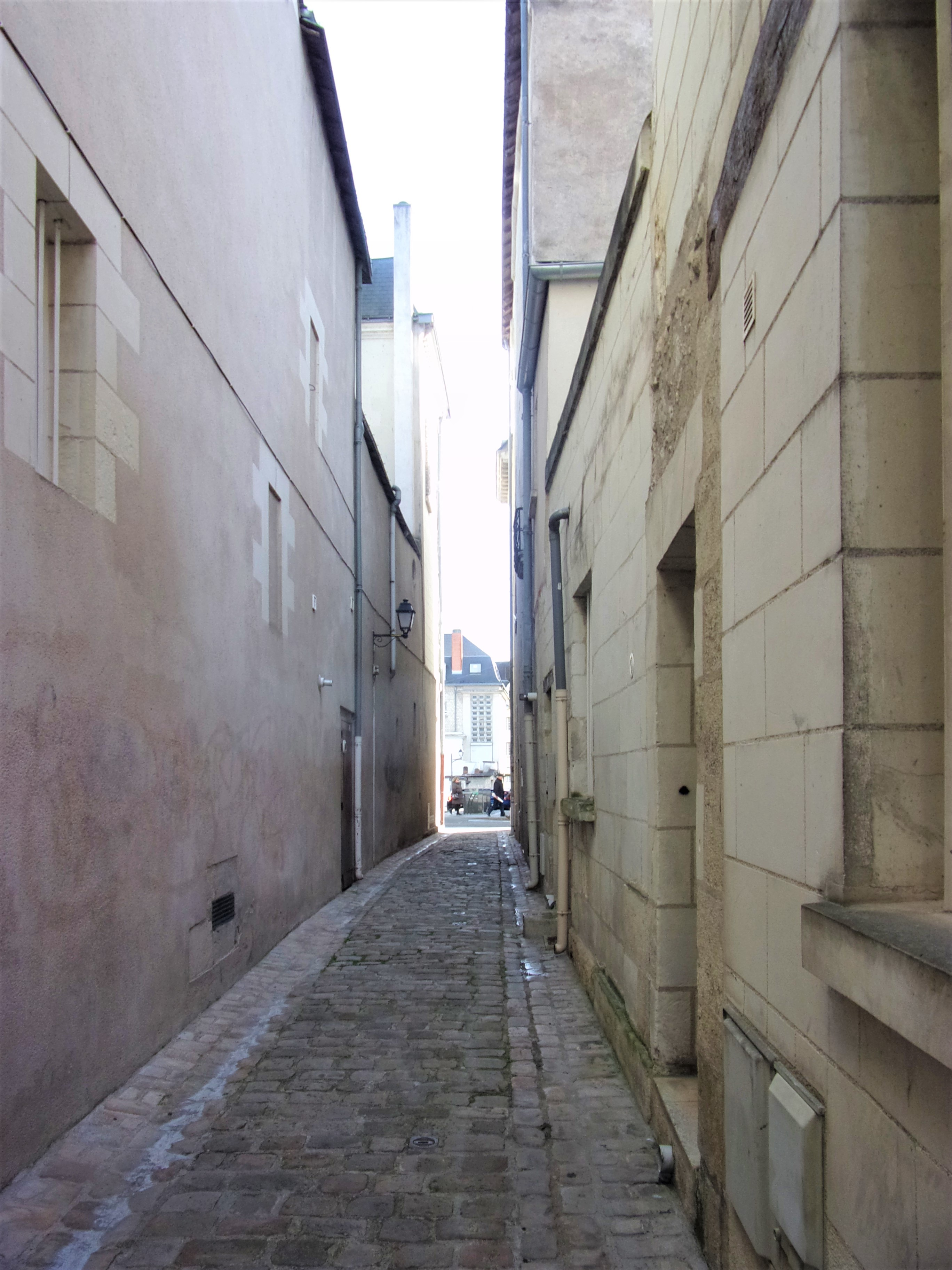
Rue du Panier Fleuri.
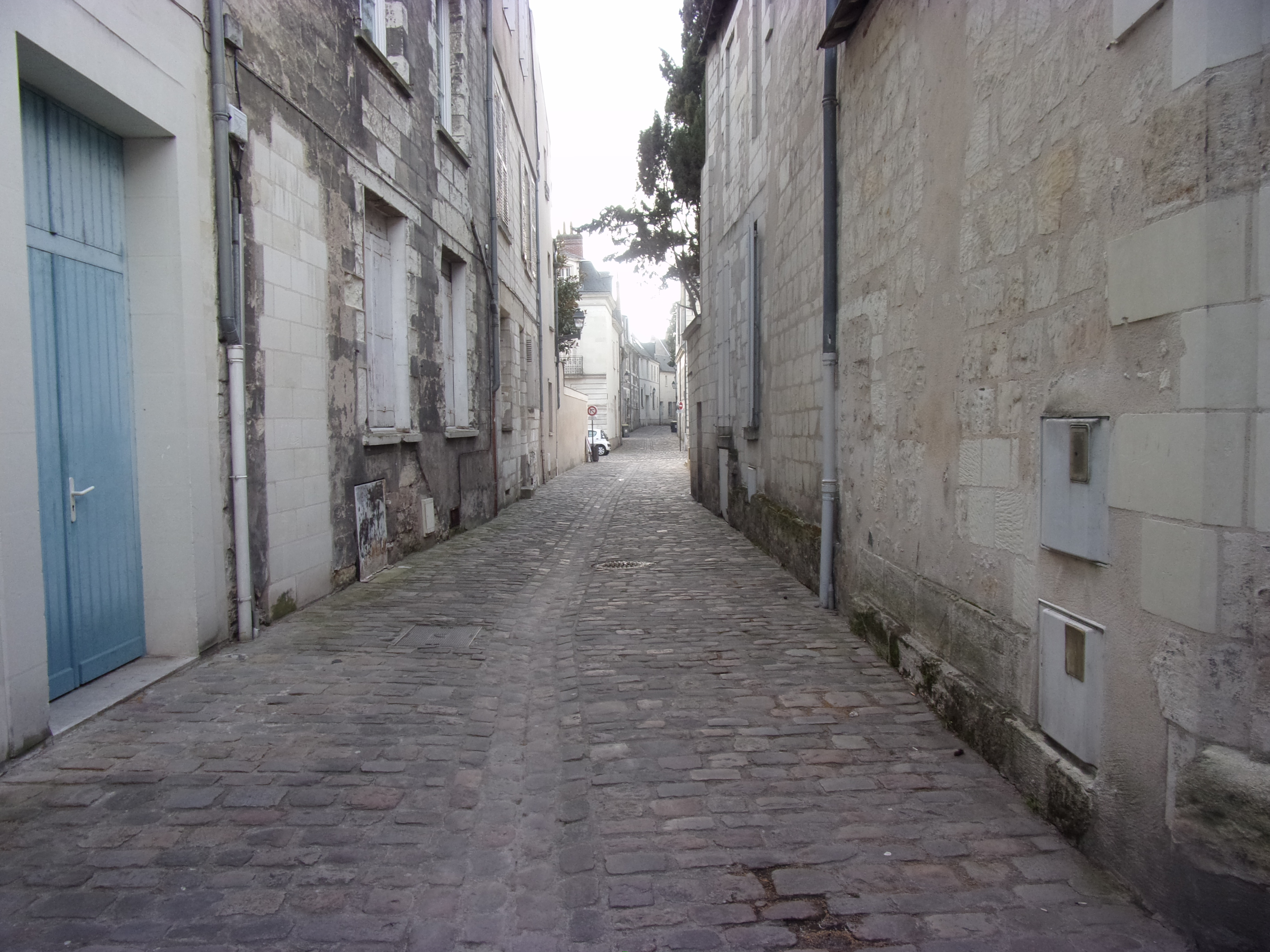
Rue Baleschoux.
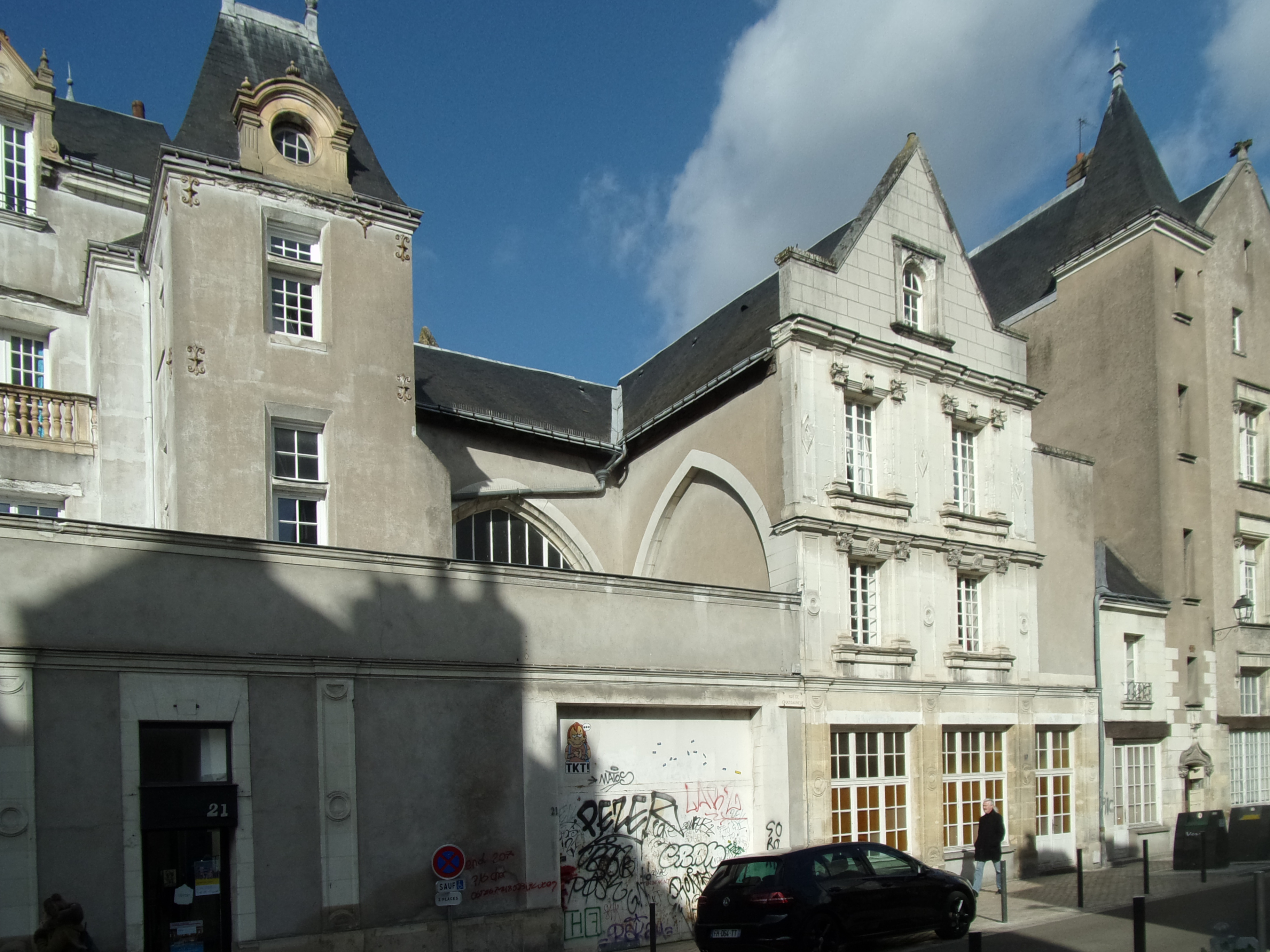
Ancienne église Sainte-Croix.
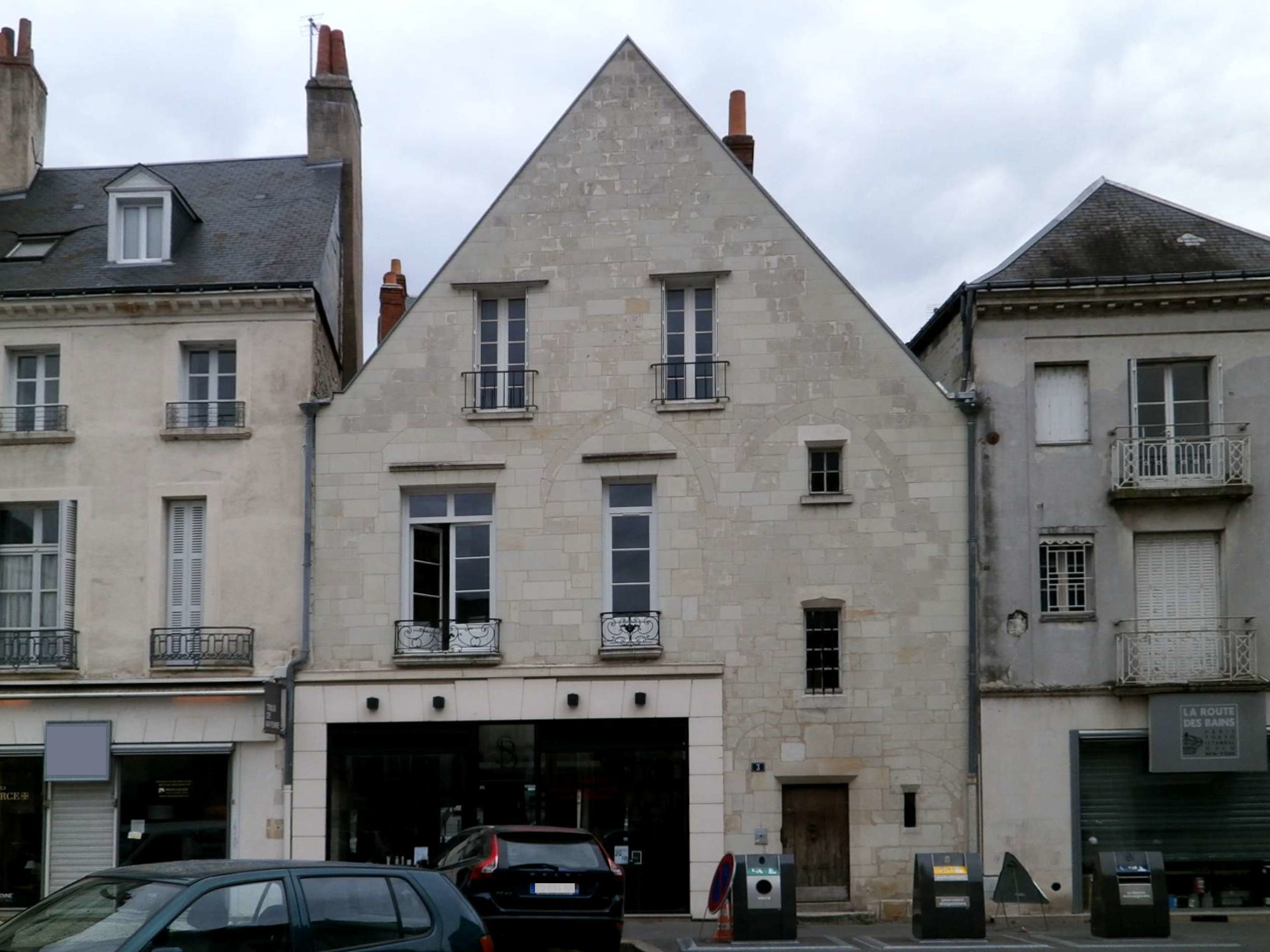
Dépendance de l'ancienne église Notre-Dame de l'Écrignole.
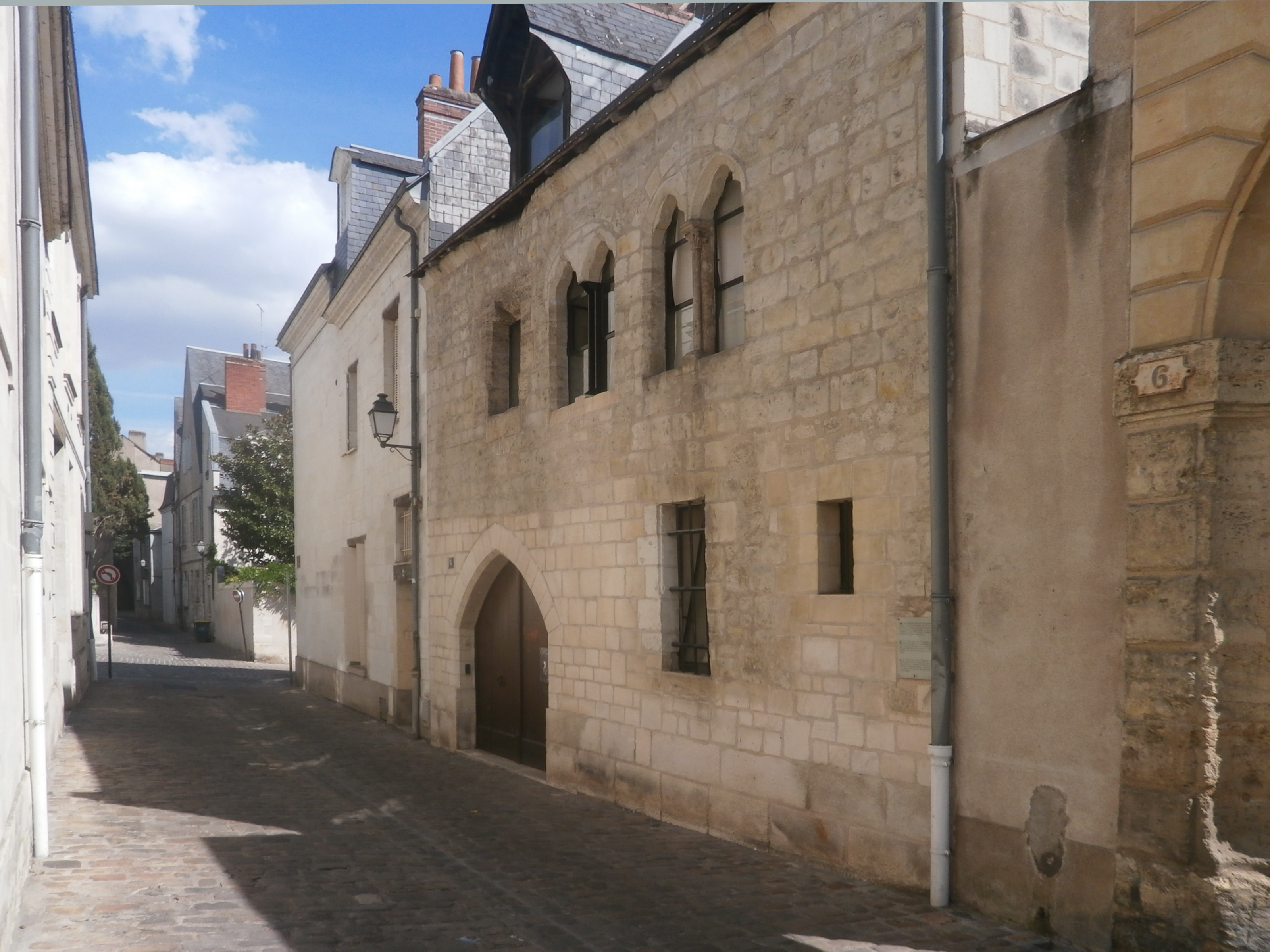
Ancienne maison canoniale rue Rapin.
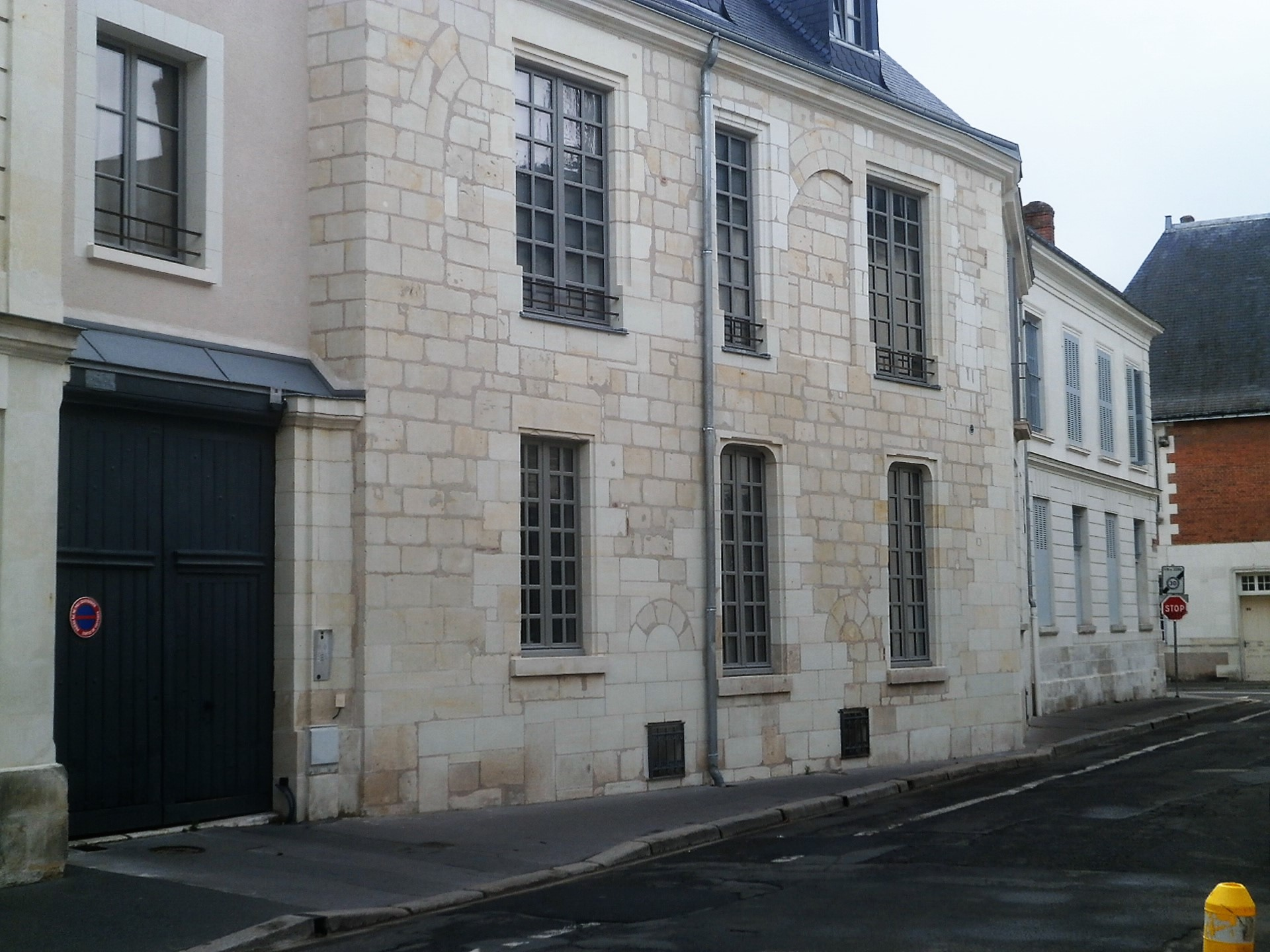
Ancienne maison canoniale rue Descartes.

### Des activités commerciales à identifier
Le véritable essor commercial de Châteauneuf semble avoir pour origine un diplôme de Charles le Simple daté du 1er décembre 918 qui accorde l'immunité à Châteauneuf, ce qui lui confère une large autonomie de gestion. Un second diplôme, le 27 juin 919, étend cette immunité au secteur entre Loire et enceinte. C'est un an plus tard que la mention de suburbium apparaît dans les actes du chapitre.

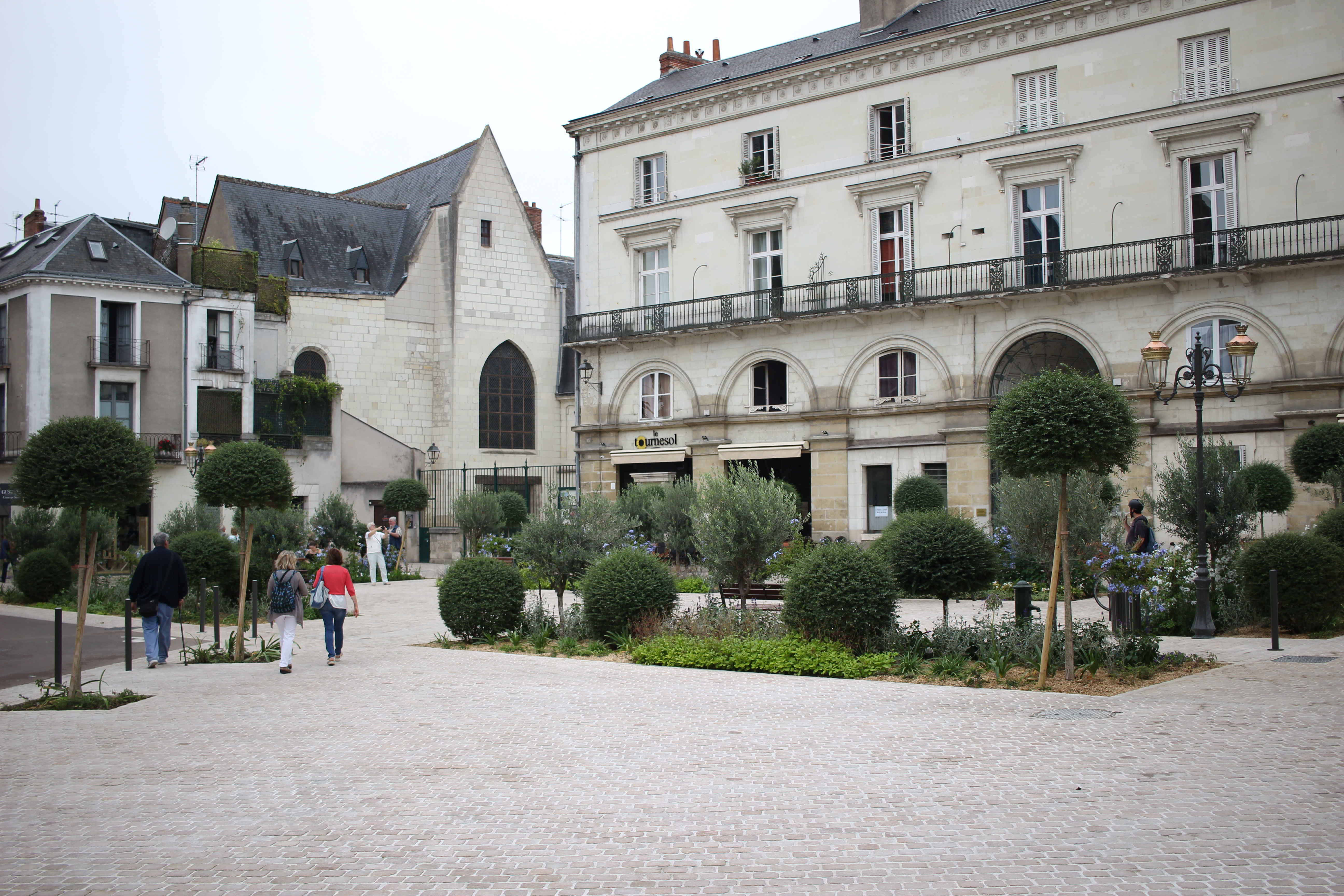
Place de Châteauneuf.

Les activités commerciales sont mal connues, mais la vente de médailles de pèlerinage est attestée dans Châteauneuf. Des tavernes sont ouvertes en dehors de l'enclos canonial, même si les chanoines se réservent le droit exclusif de vendre du vin à certaines périodes de l'année (droit de banvin) et prélèvent une dîme sur une partie des ventes le reste du temps. En outre et même si les populations sont mal identifiées et leurs fonctions incertaines, le nombre important d'actes faisant état de ventes ou d'échange de terrains indique que l'activité est intense. Le second diplôme (919) de Charles le Simple relatif à l'extension d'immunité concède également à  Châteauneuf le privilège de frapper sa propre monnaie,. Le denier de Saint-Martin commence par concurrencer celui frappé dans la Cité avant de le supplanter et de devenir la livre tournois,. Au XIe siècle, des changeurs, des banquiers et des orfèvres sont installés dans l'enceinte autour d'une place qui jouxte au nord la basilique (actuelle place de Châteauneuf) et sur laquelle un marché se tient dès cette époque. Deux portes, ouvertes dans la nef et l'extrémité nord du transept de la basilique, donnent directement sur cette place. L'une d'elles, la porte du Change, est considérée comme la plus couramment utilisée pour accéder à la basilique. Bien que située en dehors de l'enceinte, non loin de son angle nord-est à une localisation encore imprécise, une boulangerie sert à assurer l'approvisionnement en pain des chanoines et des personnes liées au chapitre canonial. Une porterie et des entrepôts de la collégiale prennent place à l'ouest de l'enceinte, sans doute dans le prolongement de la voie qui traverse Châteauneuf d'est en ouest.

## Chronologie de l'enceinte
Chronologie de l'enceinte de Châteauneuf, de sa construction à son abandon.
■ Épisode de l'histoire de France et ■ de Tours directement lié à l'évolution de l'enceinte - ■ Phase de construction - ■ Phase de destruction ou de fragilisation

## Vestiges
Du 19 au 22 juin 1940, une grande partie nord de Tours est détruite par un incendie consécutif à des tirs d'artillerie allemands ; la zone sinistrée s'avance vers l'ouest jusqu'au flanc oriental de l'enceinte de Châteauneuf. Une fois la guerre terminée et les décombres évacués, il est envisagé de mettre en valeur les vestiges du flanc est de l'enceinte (tours, portions de muraille) par la création d'un jardin archéologique, mais la nécessité de reconstruire rapidement pour reloger les sinistrés fait abandonner ce projet.
| - Tour sud. - Décor carolingien. |

Deux vestiges de l'enceinte de Châteauneuf sont aujourd'hui bien attestés et visibles en élévation.
Le plus significatif d'entre eux est une tour d'enceinte, accompagnée d'une courte portion de muraille, dans une cour, au no 10 de la rue Baleschoux (47,393053, 0,68391). Cette tour défendait la face est de l'enceinte. Désormais partiellement enterrée — son « rez-de-chaussée » apparent est en réalité son premier étage d'origine —, elle est montée en petit appareil irrégulier et fait saillie vers l'extérieur de la muraille (à l'est). Elle a fait l'objet de réfections et de reprises dès la période romane puis au XIIIe siècle. Dans la cour du no 59 de la rue Néricault-Destouches (centre d'études supérieures de la Renaissance) se trouve un autre vestige de l'enceinte (47,391972, 0,682129). C'est une tour de la face sud mais elle a été remaniée à de nombreuses reprises et presque plus rien n'apparaît de son architecture d'origine,.

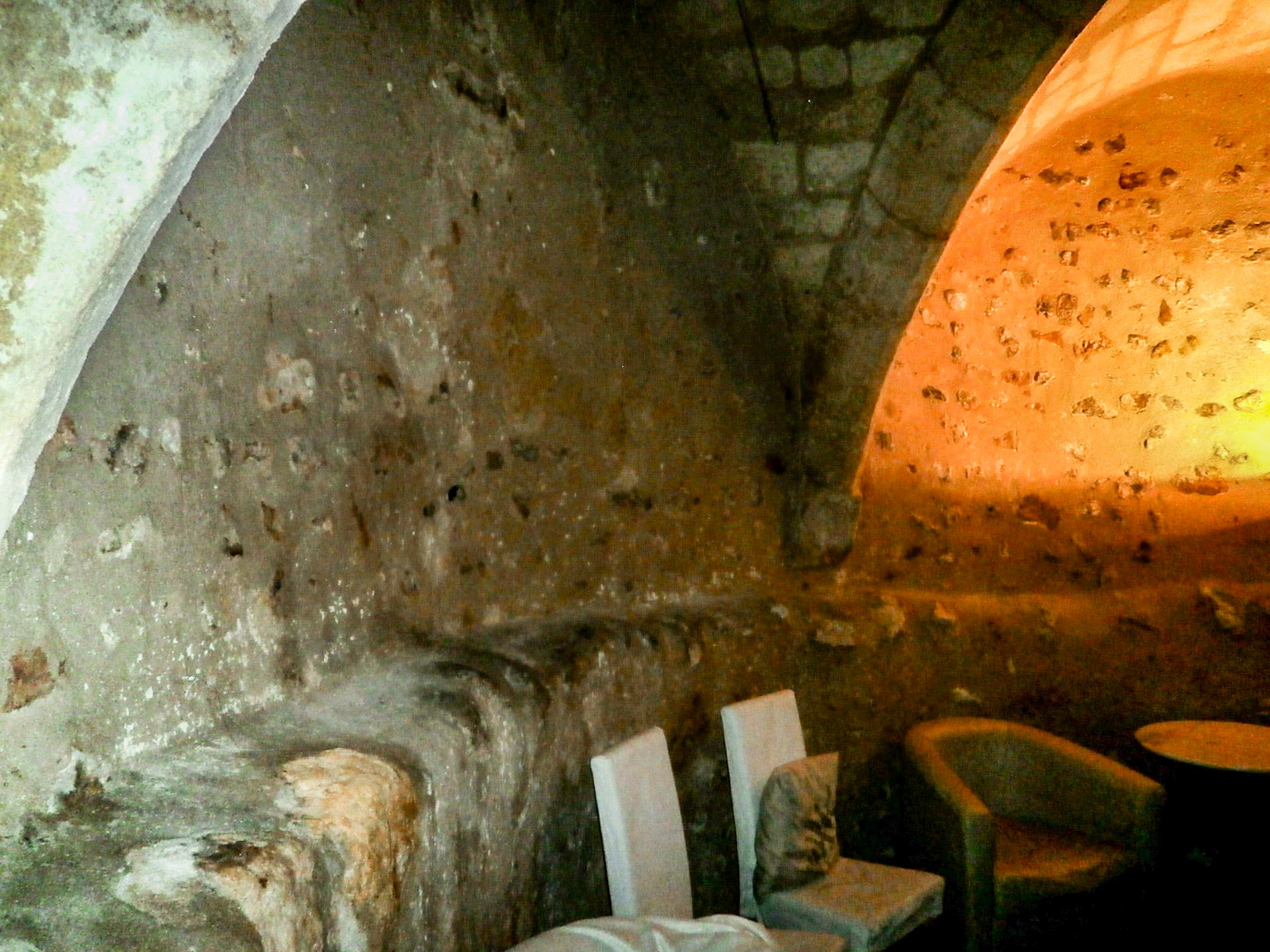
Tour nord-est aménagée en cave, rue des Bons-Enfants.

Un autre vestige pourrait être rattaché à cette enceinte. Dans la cour de l'hôtel Princé, rue Néricault-Destouches (47,392034, 0,682691), un fragment de parement de mur à décor carolingien associant briques et pierres en motif alternés est interprété par certains auteurs dont Charles Lelong comme faisant partie du mur de l'enceinte de Châteauneuf, à proximité de la porte sud ou en faisant partie,. D'autres sources évoquent le pignon d'une église carolingienne, non identifiée, intégré à la courtine. Il existe d'autres vestiges de l'enceinte (portions de courtines, fondations ou bases de tours) mais ils sont noyés dans des constructions modernes et difficilement accessibles, comme ceux qui se trouvent dans des caves privées, rue des Bons-Enfants (47,393915, 0,683445),.
Plusieurs portions de l'enceinte sont successivement inscrites au titre des monuments historiques en 1940, 1941 ou 1950,.

## Études historiques et archéologiques
Parmi les documentations disponibles, celles qui sont mentionnées dans cette section apportent un éclairage plus particulier sur l'histoire, l'architecture et la fonction de cette enceinte.
Dans son ouvrage La Touraine ancienne et moderne, paru en 1845, Stanislas Bellanger propose une description de l'enceinte. L'appel de cet historien à effectuer des recherches pour mieux connaître et préserver l'enceinte n'est pas entendu.

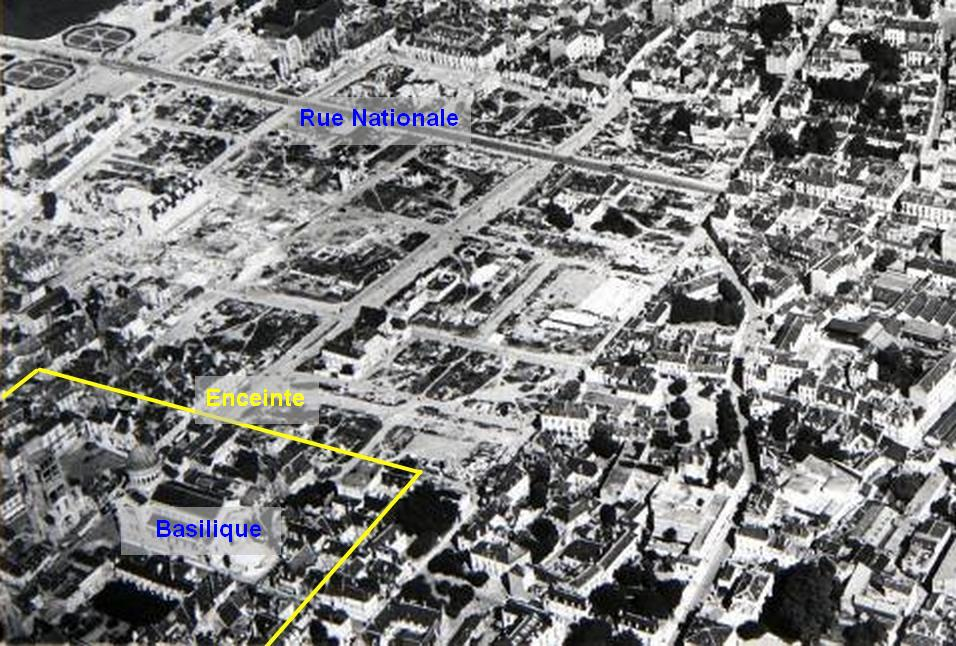
L'enceinte de Châteauneuf dans le Vieux Tours sinistré en 1940.

Les dommages consécutifs aux incendies de juin 1940 sont l'occasion d'étudier de manière plus approfondie le flanc est de l'enceinte. Les premiers déblaiements, réalisés dès l'automne 1940, permettent à l'architecte René Baldet de lever des plans de cette partie de la fortification ; d'autres études et travaux sont menés dans les années qui suivent, sur cette même portion de muraille, par Henry Auvray, Raoul Lehoux (inédit) et Jean-Edmond Weelen. Ces différents archéologues et historiens ne semblent pas avoir échangé sur leurs travaux respectifs. En 1950, l'archiviste Jean Massiet du Biest et René Baldet rédigent un mémoire synthétisant les connaissances du moment sur la face orientale de l'enceinte, mais sa publication, limitée à 25 exemplaires, reste confidentielle.
La publication par Sylvain Livernet, en 1982, de sa thèse de doctorat La conservation des éléments anciens dans une ville moderne permet de retracer l'histoire de l'enceinte au fil ses siècles et son intégration dans les paysages urbains successifs.
Didier Dubant et Emmanuelle Coffineau publient en 2001 les résultats d'une fouille réalisée en 1989 dans l'angle nord-est de l'enceinte, à l'occasion du creusement d'un parking souterrain. Ces travaux contribuent à la connaissance de la structure et de l'histoire du fossé qui borde la courtine.
Plusieurs chapitres de l'ouvrage collectif Tours antique et médiéval. Lieux de vie, temps de la ville. 40 ans d'archéologie urbaine publié en 2007 sous la direction d'Henri Galinié sont consacrés à l'enceinte de Châteauneuf : ses vestiges archéologiques, son intégration dans le schéma urbain et les conséquences politiques de sa construction.
L'historienne médiéviste Hélène Noizet publie en 2007 La fabrique de la ville : espaces et sociétés à Tours (IXe – XIIIe siècle), d'après sa thèse de doctorat soutenue en 2003. Cet ouvrage s'attache notamment à expliquer la formation et le fonctionnement du secteur martinien ainsi que le rôle politique de l'enceinte de Châteauneuf.
Émeline Marot, en 2013, consacre un chapitre de l'ouvrage collectif Archéologie de l’espace urbain à l'histoire de Châteauneuf du Xe au XIIe siècle, ainsi qu'à ses rapports avec les autres noyaux urbains du site de Tours. Cette publication pose clairement la question de l'existence d'une première enceinte en bois.